# Boophis rufioculis
Boophis rufioculis és una espècie de granota de la família dels mantèl·lids endèmica que es troba a Madagascar.
Està amenaçada d'extinció per la pèrdua del seu hàbitat natural.